# Campeonato Mundial de Natação em Piscina Curta de 2010 - 200 m livre feminino
A prova dos 200 metros nado livre feminino do Campeonato Mundial de Natação em Piscina Curta de 2010 foi disputado em 19 de dezembro em Dubai nos Emirados Árabes Unidos.

## Recordes
Antes desta competição, os recordes mundiais e do campeonato nesta prova eram os seguintes:
|    | Nome                | Nacionalidade | Tempo (minuto) | Local    | Data                   |
| -- | ------------------- | ------------- | -------------- | -------- | ---------------------- |
| WR | Federica Pellegrini | Itália        | 1:51.17        | Istambul | 13 de dezembro de 2009 |
| CR | Camille Muffat      | França        | 1:53.17        | Dubai    | 15 de dezembro de 2010 |

## Medalhistas
| Ouro                 | Prata            | Bronze             |
| Camille Muffat (FRA) | Katie Hoff (USA) | Kylie Palmer (AUS) |

## Resultados

### Eliminatórias
As eliminatórias ocorreram dia 19 de dezembro. Oito atletas num total de 72 se classificaram  para a final.
| Colocação | Bateria | Raia | Nome                                | Tempo   | Notas |
| --------- | ------- | ---- | ----------------------------------- | ------- | ----- |
| 1         | 8       | 7    | Katie Hoff (USA)                    | 1:53.48 | Q     |
| 2         | 9       | 5    | Camille Muffat (FRA)                | 1:54.27 | Q     |
| 3         | 10      | 4    | Federica Pellegrini (ITA)           | 1:54.66 | Q     |
| 4         | 10      | 7    | Kylie Palmer (AUS)                  | 1:54.78 | Q     |
| 5         | 8       | 3    | Tang Yi (CHN)                       | 1:54.99 | Q     |
| 6         | 8       | 4    | Evelyn Verrasztó (HUN)              | 1:55.29 | Q     |
| 7         | 10      | 6    | Blair Evans (AUS)                   | 1:55.32 | Q     |
| 8         | 10      | 5    | Dana Vollmer (USA)                  | 1:55.40 | Q     |
| 9         | 9       | 4    | Frederike Heemskerk (NED)           | 1:55.46 |       |
| 10        | 8       | 5    | Silke Lippok (GER)                  | 1:55.58 |       |
| 11        | 6       | 1    | Sze Hang Yu (HKG)                   | 1:55.83 |       |
| 12        | 9       | 3    | Ágnes Mutina (HUN)                  | 1:55.85 |       |
| 13        | 8       | 8    | Leone Vorster (RSA)                 | 1:55.89 |       |
| 14        | 10      | 8    | Sharon van Rouwendaal (NED)         | 1:56.22 |       |
| 15        | 10      | 3    | Zhu Qianwei (CHN)                   | 1:56.27 |       |
| 16        | 10      | 1    | Patricia Castro Ortega (ESP)        | 1:56.41 |       |
| 17        | 9       | 7    | Genevieve Saumur (CAN)              | 1:56.54 |       |
| 18        | 9       | 6    | Sarah Sjöström (SWE)                | 1:56.58 |       |
| 19        | 9       | 2    | Coralie Balmy (FRA)                 | 1:57.10 |       |
| 20        | 8       | 6    | Petra Granlund (SWE)                | 1:57.27 |       |
| 21        | 9       | 1    | Daniela Schreiber (GER)             | 1:57.38 |       |
| 22        | 7       | 4    | Nina Rangelova (BUL)                | 1:57.48 |       |
| 23        | 7       | 3    | Cecilie Waage Johannessen (NOR)     | 1:57.93 |       |
| 24        | 8       | 2    | Veronika Popova (RUS)               | 1:57.99 |       |
| 25        | 7       | 2    | Renata Fabiola Spagnolo (ITA)       | 1:58.11 |       |
| 26        | 7       | 7    | Daryna Zevina (UKR)                 | 1:58.12 |       |
| 27        | 5       | 6    | Pernille Blume (DEN)                | 1:59.02 |       |
| 28        | 7       | 6    | Tatiana Lemos (BRA)                 | 1:59.18 |       |
| 29        | 6       | 2    | Andreina Pinto (VEN)                | 1:59.26 |       |
| 30        | 10      | 2    | Victoria Malyutina (RUS)            | 1:59.46 |       |
| 31        | 6       | 5    | Cecilia Biagioli (ARG)              | 1:59.47 |       |
| 32        | 7       | 8    | Kristel Kobrich (CHI)               | 1:59.53 |       |
| 33        | 6       | 4    | Barbora Zavadova (CZE)              | 2:00.38 |       |
| 34        | 6       | 3    | Katarina Listopadova (SVK)          | 2:00.46 |       |
| 35        | 7       | 5    | Alexandra Gabor (CAN)               | 2:00.54 |       |
| 36        | 9       | 8    | Katarina Filova (SVK)               | 2:01.28 |       |
| 37        | 5       | 2    | Theodora Drakou (GRE)               | 2:01.44 |       |
| 38        | 6       | 8    | Fernanda González (MEX)             | 2:01.45 |       |
| 39        | 5       | 5    | Chen Ting (TPE)                     | 2:01.51 |       |
| 40        | 7       | 1    | Nina Sovinek (SLO)                  | 2:01.62 |       |
| 41        | 5       | 3    | Alexia Pamela Benitez Quijada (ESA) | 2:01.76 |       |
| 42        | 5       | 4    | Gizem Bozkurt (TUR)                 | 2:02.09 |       |
| 43        | 5       | 8    | Carmen Cianci (COL)                 | 2:02.35 |       |
| 44        | 4       | 2    | Patarawadee Kittiya (THA)           | 2:02.64 |       |
| 45        | 4       | 4    | Victoria Isabelle Ho (JAM)          | 2:02.90 |       |
| 46        | 6       | 7    | Maiko Fujino (JPN)                  | 2:03.01 |       |
| 47        | 5       | 1    | Ranohon Amanova (UZB)               | 2:03.03 |       |
| 48        | 4       | 3    | Kirsten Ann Lapham (ZIM)            | 2:03.52 |       |
| 49        | 4       | 6    | Simona Marinova (MKD)               | 2:03.74 |       |
| 50        | 5       | 7    | Nicole Horn (ZIM)                   | 2:03.75 |       |
| 51        | 6       | 6    | Burcu Dolunay (TUR)                 | 2:03.98 |       |
| 52        | 3       | 7    | Lara Butler (CAY)                   | 2:04.61 |       |
| 53        | 4       | 5    | Daniela Kaori Miyahara (PER)        | 2:04.92 |       |
| 54        | 4       | 8    | Malia Mghezzi Bekhouche (ALG)       | 2:06.59 |       |
| 55        | 4       | 7    | Andrea Cedrón (PER)                 | 2:08.10 |       |
| 56        | 3       | 4    | Davina Mangion (MLT)                | 2:09.27 |       |
| 57        | 3       | 5    | Sara Hyajna (JOR)                   | 2:09.38 |       |
| 58        | 4       | 1    | Shannon Austin (SEY)                | 2:10.67 |       |
| 59        | 3       | 2    | Talita Baqlah (JOR)                 | 2:11.97 |       |
| 60        | 3       | 3    | Talisa Pace (MLT)                   | 2:12.16 |       |
| 61        | 3       | 1    | Lou Wai Sam (MAC)                   | 2:12.19 |       |
| 62        | 3       | 6    | Olivia Planteau de Maroussem (MRI)  | 2:12.86 |       |
| 63        | 2       | 4    | Tieri Erasito (FIJ)                 | 2:15.29 |       |
| 64        | 2       | 3    | Britany van Lange (GUY)             | 2:15.77 |       |
| 65        | 1       | 3    | Cheyenne Rova (FIJ)                 | 2:20.66 |       |
| 66        | 1       | 4    | Danielle Bernadine Findlay (ZAM)    | 2:21.19 |       |
| 67        | 2       | 6    | Anum Bandey (PAK)                   | 2:21.92 |       |
| 68        | 2       | 5    | Emily Chan Chee (MRI)               | 2:23.71 |       |
| 69        | 2       | 2    | Grace Kimball (MNP)                 | 2:26.24 |       |
| 70        | 2       | 7    | Osisang Chilton (PLW)               | 2:29.32 |       |
| 71        | 1       | 5    | Mahnoor Maqsood (PAK)               | 2:31.40 |       |
| -         | 8       | 1    | Lotte Friis (DEN)                   | DNS     |       |

### Final
A final teve sua disputa realizada em 19 de dezembro.
| Colocação         | Raia | Nome                      | Tempo   | Notas |
| ----------------- | ---- | ------------------------- | ------- | ----- |
| Medalha de ouro   | 5    | Camille Muffat (FRA)      | 1:52.29 | CR    |
| Medalha de prata  | 4    | Katie Hoff (USA)          | 1:52.91 |       |
| Medalha de bronze | 6    | Kylie Palmer (AUS)        | 1:52.96 |       |
| 4                 | 2    | Tang Yi (CHN)             | 1:53.07 |       |
| 5                 | 1    | Blair Evans (AUS)         | 1:55.03 |       |
| 6                 | 7    | Evelyn Verrasztó (HUN)    | 1:55.06 |       |
| 7                 | 3    | Federica Pellegrini (ITA) | 1:55.24 |       |
| 8                 | 8    | Dana Vollmer (USA)        | 1:56.73 |       |

Legenda
| Recorde mundial       | Recorde mundial (World record)               |                       | Recorde africano                      | Recorde africano (African) |                                           | Q | Classificado por posição (Qualified) |
| Recorde do campeonato | Recorde do campeonato (Championship record)  | Recorde da América    | Recorde da América (Americas)         | q                          | Classificado por melhor tempo (Qualified) |   |                                      |
| Melhor marca do ano   | Melhor marca do ano (World leading)          | Recorde asiático      | Recorde asiático (Asian)              | DNS                        | Não largou (Did not start)                |   |                                      |
| Recorde nacional      | Recorde nacional (National record)           | Recorde europeu       | Recorde europeu (European)            | DNF                        | Não terminou (Did not finish)             |   |                                      |
| Recorde pessoal       | Recorde pessoal do atleta (Personal best)    | Recorde da Oceania    | Recorde da Oceania (Oceania)          | DSQ / DQ                   | Desclassificado (Disqualified)            |   |                                      |
| Recorde da temporada  | Recorde da temporada do atleta (Season best) | Recorde sul-americano | Recorde sul-americano (South America) | NM                         | Sem marca (No mark)                       |   |                                      |